# Cal Solé (Argençola)
Cal Solé és una masia gòtica d'Argençola (Anoia) inclosa a l'Inventari del Patrimoni Arquitectònic de Catalunya.

## Descripció
Estructura típica dels masos: habitacions a dalt i cuina i magatzems a baix. S'hi entra per la porta del mur que envolta el pati d'accés a la casa. És a l'interior de la casa, on es conserven les arcades del segle xv.

## Història
Hi ha viscut 20 generacions de la mateixa família que hi viu ara. Actualment hi viuen 4 persones. És un nucli de la població esparsa de Clariana, centrat per l'església de Santa Maria de Clariana.